# Fêtes et jours fériés en Bulgarie
Les jours fériés en Bulgarie sont reconnus par le gouvernement bulgare.

## Jours fériés officiels
| Date                                  | Nom français                                                       | Nom local                                                       | Remarques |
| ------------------------------------- | ------------------------------------------------------------------ | --------------------------------------------------------------- | --------- |
| 1er janvier                           | Nouvel an                                                          | Nova godina                                                     |           |
| 3 mars                                | Journée de la libération de la Bulgarie du joug ottoman            | Dén na Osvobojdénièto na Balgaria ot osmansko igo               |           |
| avril/mai                             | Pâques                                                             | Vèlikdèn                                                        |           |
| 1er mai                               | Journée internationale des travailleurs (Fête du Travail)          | Praznik na trouda                                               |           |
| 6 mai                                 | Jour de la Saint-Georges, Journée du courage et de l'armée bulgare | Guiorguiovdèn, Den na hrabrostta i praznik na Balgarskata armia |           |
| 6 septembre                           | Unification de la Bulgarie                                         | Dén ma Saèdinénièto na Balgaria                                 |           |
| 22 septembre                          | Jour de l'Indépendance de Bulgarie                                 | Dén na Nézavisimostta na Balgaria                               |           |
| 1 novembre                            | Journée des éveilleurs du peuple                                   | Dén na narodnité Bouditèli                                      |           |
| 24 décembre, 25 décembre, 26 décembre | Noël                                                               | Rojdéstvo Hristovo                                              |           |

## jour férié régional

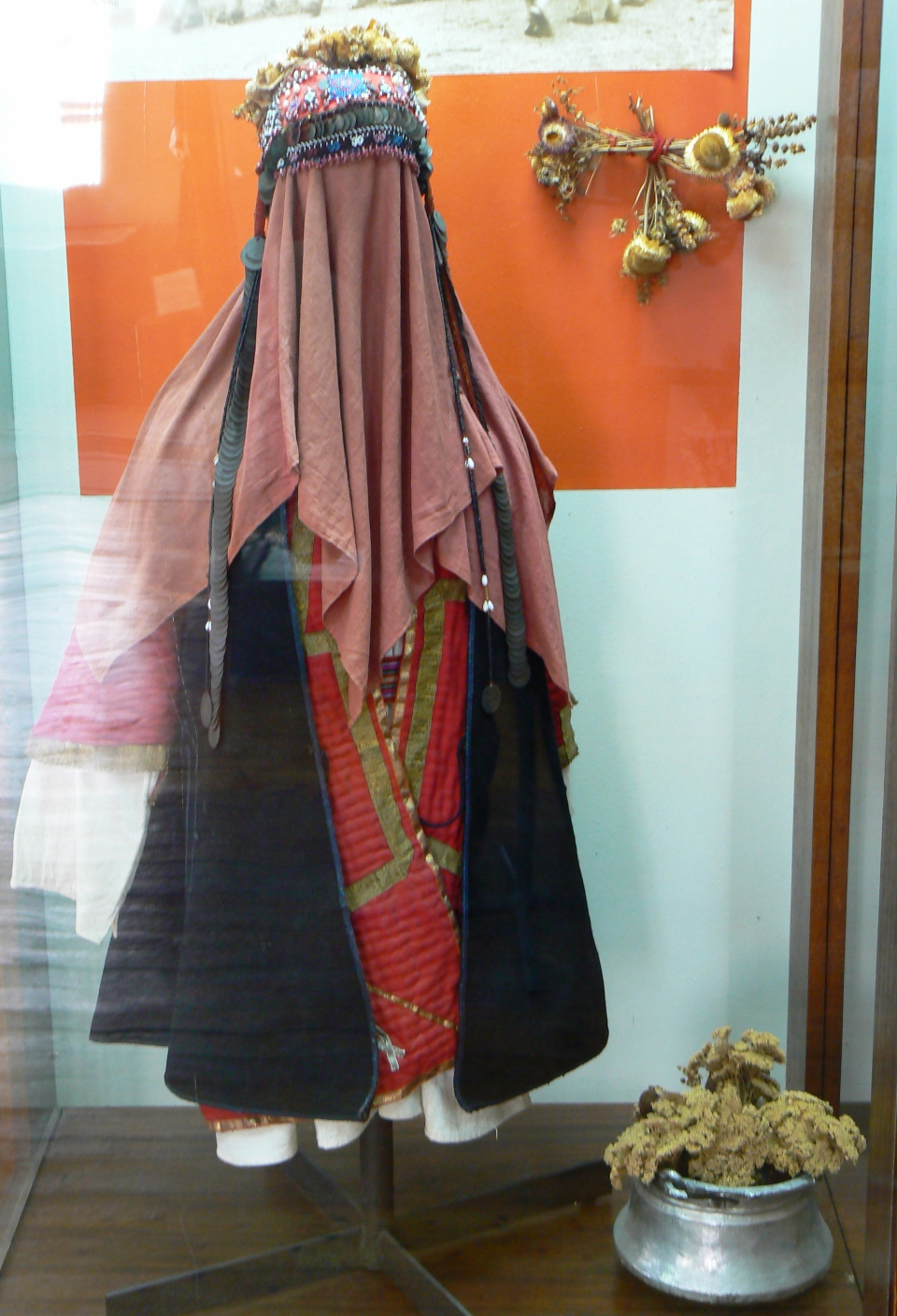
Enyovdèn

- Enyovdèn

## Jours de fête qui ne sont pas des jours fériés

Baba Marta

- Baba Marta : 1er mars